# Natalie Nougayrède

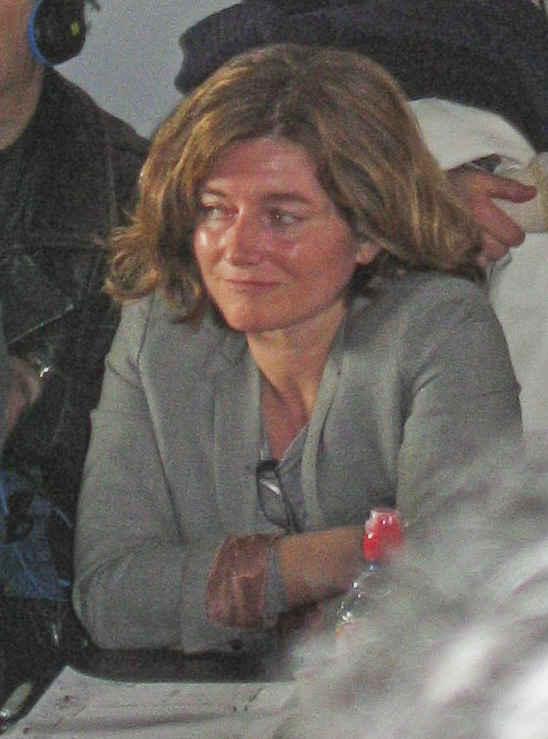
Natalie Nougayrède (2014)

Natalie Nougayrède (* 29. Mai 1966 in Dijon, Département Côte-d’Or, Frankreich) ist eine französische Journalistin. Sie war vom 1. März 2013 bis zum 14. Mai 2014 Chefredakteurin der französischen Tageszeitung Le Monde. Seitdem ist sie Kolumnistin des britischen Guardian.

## Leben
Nougayrède wuchs in Großbritannien und Kanada auf und besuchte dort zweisprachige Schulen, an denen in französischer und englischer Sprache unterrichtet wurde. In Kanada erlernte sie auch die russische Sprache. 1988 erwarb sie das Diplom des Institut d’études politiques (IEP) in Straßburg. 1990 schloss sie eine Ausbildung am Centre de formation des journalistes in der Rue du Louvre in Paris ab.
1991 begann Nougayrède ihre journalistische Laufbahn als Korrespondentin der französischen Tageszeitung Libération und der British Broadcasting Corporation (BBC) in der damaligen Tschechoslowakei und später für Libération und Radio France Internationale (RFI) im Kaukasus. 1995 wurde sie Redakteurin der Kolumne Portraits bei Libération.
Für Le Monde ging Nougayrède zuerst in die Ukraine und nach Russland, wo sie Korrespondentin in Moskau wurde. Als außenpolitische Korrespondentin war sie 2004 Jurorin für den französischen Prix de la Presse Diplomatique.
Am 1. März 2013 wählten sie 79,4 % der Mitglieder der Redakteursvereinigung von Le Monde zur neuen Chefredakteurin, nachdem sie von den Aktionären Pierre Bergé, Xavier Niel und Mathieu Pigasse vorgeschlagen worden war. Sie wurde somit Nachfolgerin von Érik Izraelewicz, der im November 2012 in der Redaktion einem Herzinfarkt erlegen war.
Die Entscheidung der Redakteursvereinigung wurde am 6. März 2013 vom Aufsichtsrat bestätigt.
Nach einem Streit um die redaktionelle Neuorganisation von Le Monde trat Nougayrède am 14. Mai 2014 zurück. Sie beabsichtigte unter anderem, die Print- und Online-Ausgaben näher zusammenzuführen. Zahlreiche Journalisten sollten dabei ihre Posten wechseln. Bei den Redakteuren stießen die Pläne verbreitet auf massive Kritik.
Nougayrède verließ im September 2014 Le Monde und begann im Oktober 2014 als Redakteurin und Kommentatorin für Außenpolitik bei der britischen Tageszeitung The Guardian. Dort schreibt sie aber seit Juni 2019 nur mehr sehr gelegentlich, wird aber weiterhin noch als Schriftleiterin des Newsletters This is Europe und der Artikelreihe Europe Now bei der von Wokeness geprägten Publikation geführt.

## Auszeichnungen
- 2005: Albert-Londres-Preis für ihre Reportagen aus Tschetschenien und von der Geiselnahme von Beslan.

## Schriften
- 1988: Diplomarbeit: Elles, étude des éditions internationales d'un magazine féminin français. Institut d'études politiques, Abteilung Internationale Beziehungen/Recht, Straßburg.